# Ondřej Alois Ankwicz
Ondřej Alois Ankwicz (in polacco: Andrzej Alojzy Ankwicz) (Cracovia, 22 giugno 1777 – Praga, 26 marzo 1838) è stato un arcivescovo cattolico polacco.

## Biografia
Nato in una famiglia aristocratica di Cracovia nel 1777, si è formato nella sua città natale ed anche a Vienna. Ha ricevuto l'ordinazione sacerdotale il 2 settembre 1810. Dopo aver svolto gli incarichi di rettore del seminario e di direttore degli studi teologici presso l'arcidiocesi di Olomouc, il 25 marzo 1815 è stato nominato arcivescovo di Leopoli. Ha ricevuto la consacrazione episcopale il 15 agosto dello stesso anno.
È ricordato come un uomo a cui stavano a cuore la disciplina del clero, la liturgia e la catechesi del popolo. Da un punto di vista politico, inoltre, era a favore della casata degli Asburgo-Lorena. Nel 1817 ha ricevuto dall'imperatore d'Austria Francesco II d'Asburgo-Lorena il titolo di primate della Galizia e Lodomeria. Dal 1817 al 1818 è stato anche rettore dell'Università di Leopoli.
Il 30 settembre 1833 è stato nominato arcivescovo di Praga, dove è morto per cause naturali il 26 marzo 1838.

## Genealogia episcopale e successione apostolica
La genealogia episcopale è:
- Cardinale Scipione Rebiba
- Cardinale Giulio Antonio Santori
- Cardinale Girolamo Bernerio, O.P.
- Arcivescovo Galeazzo Sanvitale
- Cardinale Ludovico Ludovisi
- Cardinale Luigi Caetani
- Cardinale Ulderico Carpegna
- Cardinale Paluzzo Paluzzi Altieri degli Albertoni
- Papa Benedetto XIII
- Papa Benedetto XIV
- Vescovo Joseph Maria von Thun und Hohenstein
- Arcivescovo Sigismund III von Schrattenbach
- Arcivescovo Hieronymus von Colloredo
- Cardinale Antonín Theodor Colloredo-Waldsee
- Cardinale Maria-Thaddeus von Trauttmansdorf Wiensberg
- Arcivescovo Ondřej Alois Ankwicz

La successione apostolica è:
- Arcivescovo Kajetan Augustyn Warteresiewicz (1820)
- Vescovo Jan Antoni de Potoczki (1826)
- Arcivescovo Samuel Cyryl Stefanowicz (1832)